# Jean-Michel Mercier
Pour les articles homonymes, voir Mercier.
Jean-Michel Mercier, né à Versailles le 13 décembre 1786 et mort à Paris 8e le 15 décembre 1874, est un artiste-peintre français. 

## Repères biographiques
Élève de Regnault, Mercier est entré à l’École des beaux-arts le 3 septembre 1813. Il fut conservateur du musée d’Angers et dirigea l’école municipale des Beaux-Arts de cette ville. Il eut Lenepveu pour élève.
Il est inhumé au cimetière du Père-Lachaise où sa tombe est ornée d'une stèle avec un médaillon, œuvre de Séraphin Denécheau.

## Œuvres
- Retour de Tobie chez son père, 1812, Musée des beaux-arts d’Angers ;
- Un portrait, 1814, Musée des beaux-arts d’Angers ;
- Le Mauvais riche (musée d’Angers), 1822, Musée des beaux-arts d’Angers ;
- Portrait de M. F..., de Versailles, 1834, Musée des beaux-arts d’Angers ;
- Vue intérieur d’un monument gothique servant de magasin de roulage, 1835, Musée des beaux-arts d’Angers ;
- Incrédulité de saint Thomas, 1836, Musée des beaux-arts d’Angers ;
- Vue intérieure des restes d’un monument gothique du XIIIe siècle, 1837, Musée des beaux-arts d’Angers.